# Daniel Holzer
Daniel Holzer (ur. 18 sierpnia 1995 w Ostrawie) – czeski piłkarz występujący na pozycji pomocnika w Baníku Ostrawa.